# ジャッカス/クソジジイのアメリカ横断チン道中
『ジャッカス/クソジジイのアメリカ横断チン道中』（Jackass Presents: Bad Grandpa、バッド・グランパ）は、ジェフ・トレメイン監督、ジョニー・ノックスビル、スパイク・ジョーンズ、ジェフ・トレメイン脚本による2013年のアメリカ合衆国のコメディ映画である。『ジャッカス』の映画作品としては4作目である。主演はノックスビルと子役のジャクソン・ニコル。製作はMTVフィルムズとディックハウス・プロダクションズ、配給はパラマウント映画で、2013年10月25日に公開された。
第86回アカデミー賞ではメイクアップ&ヘアスタイリング賞にノミネートされた。『ジャッカス』の映画作品がアカデミー賞にノミネートされるのは初めてである。

## プロット
86歳のアーヴィング・ジスマン（ジョニー・ノックスビル）は、長年連れ添った妻を病気で亡くした。
一方、仮釈放中のアービングの娘のキミー（ジョージナ・ケイツ)は、法律違反で刑務所に戻ることになり、8歳の息子（アービングの孫）のビリー（ジャクソン・ニコル）を夫のチャック（グレッグ・ハリス）に預けるようにアービングに頼む。
アービングはビリーを連れてチャックの元に向かうが、その途中様々なトラブルを起こす。

## キャスト
- アーヴィング・ジスマン - ジョニー・ノックスビル[8]
- ビリー - ジャクソン・ニコル（英語版）[8]
- チャック - グレッグ・ハリス
- キミー - ジョージナ・ケイツ（英語版）
- ドクター - Kamber Hejlik
- ページェント・レポーター - ジル・キル
- ジャガロ（英語版）の少女 - マディソン・デイヴィス
- ジャガロの少年 - George Faughnan
- ホステス - Grasie Mercedes
- 受付 - Marilynn Allain
- 葬儀屋 - ジャック・ポリック（英語版）
- グロリア - スパイク・ジョーンズ
- エリー - キャサリン・キーナー

## 製作
2012年3月、ノックスビルは『ジャッカス』の映画4作目の可能性について論じ、「撮影に至っていない50から60のアイデアがある」と述べた。2012年6月、パラマウントが「『Jackass 4: Bad Grandpa』と呼ばれる映画のためのドメインを登録した」ことが報じられた。2012年9月18日、『The Howard Stern Show』でのインタビューでノックスビル扮する老人のキャラクターの映画となることが明かされた。2013年7月17日に公式に発表された。
撮影は主にオハイオ州のクリーブランドとコロンバス、ノースカロライナ州で行われた。

## 公開

### 興行収入
2014年1月29日時点でアメリカ合衆国とカナダで1億200万3019ドル、その他の国々で4700万ドル、世界全体で1億4900万3019ドルを売り上げている。
北米市場では公開初週末3日間で3205万5177ドルを売り上げて初登場1位となった。第2週末は2001万303ドルを売り上げ、2位に後退した。第3週末は1132万6977ドルを売り上げて、引き続き2位となった。第4週末には742万1536ドルを売り上げて5位となった。

### 批評家の反応
Rotten Tomatoesでは102件の批評家レビューで支持率は61%、平均点は5.5/10となった。またMetacriticでは29件のレビューで加重平均値が54/100rとなった。

### 受賞とノミネート
| 映画祭・賞                                                  | 部門                            | 対象                     | 結果   |
| ----------------------------------------------------------- | ------------------------------- | ------------------------ | ------ |
| アカデミー賞                                                | メイクアップ&ヘアスタイリング賞 | スティーヴ・プラウティー | 未決定 |
| ハリウッド・メイキャップアーティスト&ヘアスタイリスト組合賞 | 特別メイキャップ効果賞          | スティーヴ・プラウティー | 未決定 |

### ホームメディア
DVDとBlu-rayは2014年1月28日に発売された。